# Pyrgauchenia colorata
Pyrgauchenia colorata är en insektsart som beskrevs av William Lucas Distant. Pyrgauchenia colorata ingår i släktet Pyrgauchenia och familjen hornstritar. Inga underarter finns listade i Catalogue of Life.